# Haus der Gewerkschaften (Moskau)

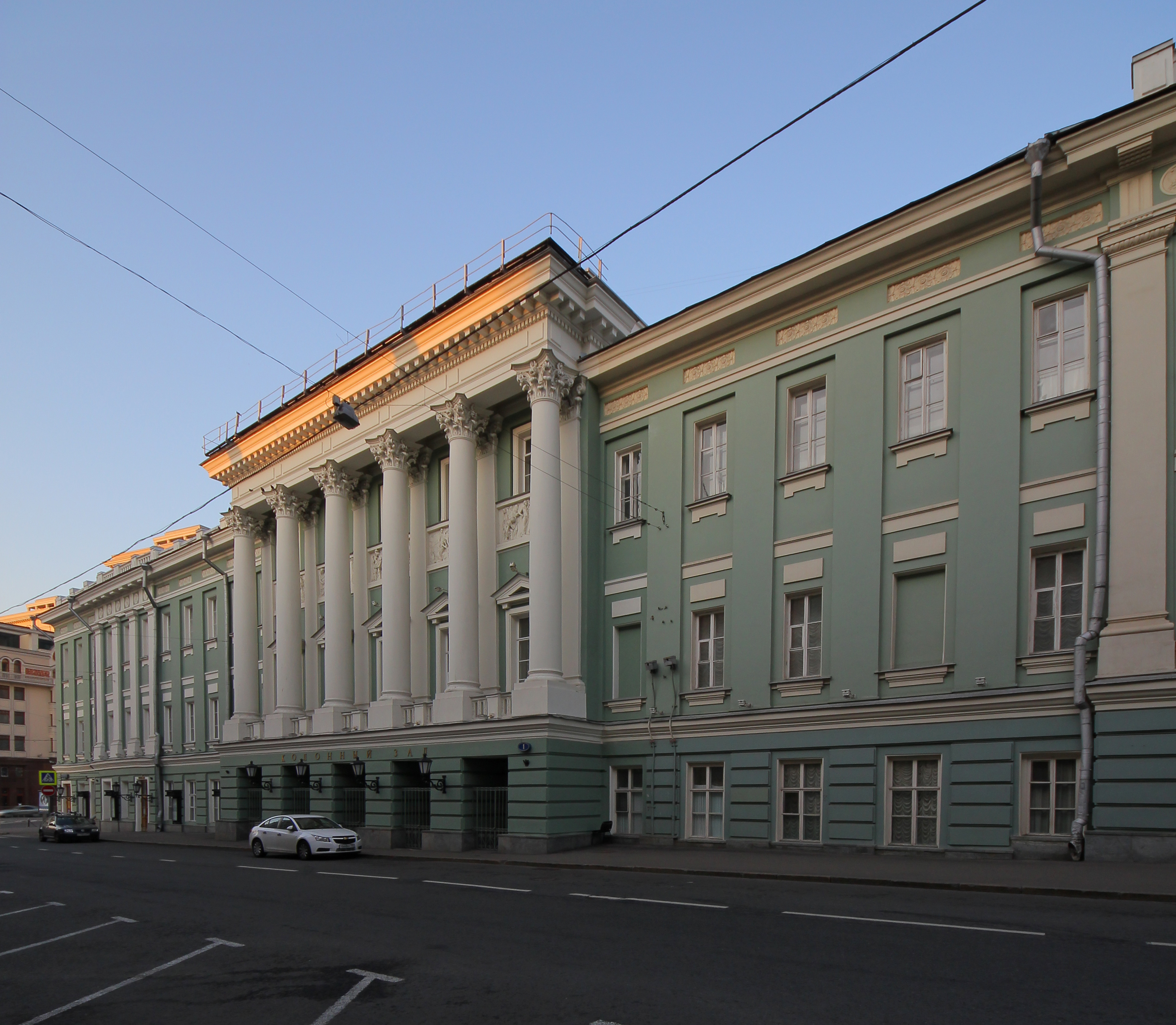
Haus der Gewerkschaften (2011)

Das Haus der Gewerkschaften (russisch Дом Союзов) ist ein öffentliches Gebäude in Moskau.

## Baubeschreibung
Das Gebäude hat die Hausnummer 1 der heutigen Großen Dimitrowka-Straße (russisch Большая Дмитровка, bis 1993 Puschkinstraße) und liegt an der Ecke Ochotny Rjad (russ. Охотный ряд). Erbaut wurde es ca. 1775 für die Moskauer Adelsversammlung vom Architekten Matwej Kasakow. 1917, nach der Oktoberrevolution, wurde es den sowjetischen Gewerkschaften übergeben.
Der wichtigste Raum des Gebäudes ist der Säulensaal (auch Säulenhalle) mit 1265 Plätzen. Den Namen erhielt der frühere „Große Saal“ in der sowjetischen Zeit auf Grund seiner insgesamt 28, jeweils 9,80 Meter hohen Säulen. Daneben gibt es als weiteren Konzert- und Konferenzsaal die Oktoberhalle (470 Plätze) und zwei kleinere, nur mit „Nr. 1“ (ein Rundsaal) und „Nr. 2“ (ein Bankettsaal) bezeichnete Veranstaltungsräume.

## Bedeutung
Das „Haus der Gewerkschaften“ war in der Zeit der Sowjetunion (bis 1991) besonders durch die Austragung von Parteitagen der KPdSU und Höhepunkten des kulturellen Lebens bekannt. Für viele sowjetische und russische Künstler war und ist ein Auftritt im Säulensaal des Hauses ein Karriere-Höhepunkt, vergleichbar mit dem Auftritt US-amerikanischer Künstler in der New Yorker Carnegie Hall.
Im Rahmen sowjetischer Staatsbegräbnisse fand meist im Säulensaal die Aufbahrung jener Personen statt, die später an der Kremlmauer bestattet wurden. Die Trauerzüge mit militärischen Ehren führten dabei vom „Haus der Gewerkschaften“ zum Roten Platz. Bei den solcherart Geehrten handelte es sich überwiegend um sowjetische Partei- und Staatsführer, aber auch um hochrangige Militärpersonen und verstorbene Kosmonauten.

## Historische Veranstaltungen und Ereignisse im Säulensaal
- 1860: Erstes Sinfoniekonzert (unter Leitung von Nikolai Rubinstein)
- 1880: Puschkin-Rede von Fjodor Dostojewski
- 1924: Aufbahrung von Lenin
- 1936 bis 1938: Stalinistische Schauprozesse
- Ende 1937: Erster „weltlicher“ Weihnachtsbaum in der Sowjetunion zum Neujahrsfest.[1] Seitdem findet hier alljährlich eine große Neujahrsveranstaltung für Kinder statt.
- 1938: Uraufführung des Liedes Katjuscha
- 1942: Aufführung der Leningrader Sinfonie von Dmitri Schostakowitsch
- 1948: Schachweltmeisterschaft
- 1953: Aufbahrung von Stalin
- 1980: 83. Session des Internationalen Olympischen Komitees und Wahl von Juan Antonio Samaranch zum IOC-Präsidenten
- 1982: Aufbahrung von Breschnew
- 1984: Schachweltmeisterschaft
- 1987: Modenschau anlässlich der erstmaligen russischen Ausgabe einer westlichen Modezeitschrift („Бурда“, sowjetische Ausgabe von Burda Moden)[2]
- 2022: Aufbahrung von Gorbatschow